# Gunung Malang (Cikidang)
Gunung Malang is een bestuurslaag in het regentschap Sukabumi van de provincie West-Java, Indonesië. Gunung Malang telt 3681 inwoners (volkstelling 2010).